# 岩屋駅 (兵庫県)
岩屋駅（いわやえき）は、兵庫県神戸市灘区岩屋北町四丁目にある、阪神電気鉄道本線の駅。駅番号はHS 30。2011年3月15日より「兵庫県立美術館前」の副駅名が付加されている。

## 歴史
- 1905年（明治38年）4月12日：阪神本線の開業と同時に当駅が開業[2]。
- 1933年（昭和8年）6月17日：当駅以西が地下線に切り替え[2]。
- 1938年（昭和13年）7月5日：阪神大水害の被害を受け本線が不通となる。7月22日に西灘 - 三宮駅（現・神戸三宮駅）間開通、8月16日に本線復旧[4]。
- 1945年（昭和20年）3月16日：ホーム上屋が空襲で損傷[5]。
- 1968年（昭和43年）4月7日：山陽電気鉄道が神戸高速鉄道東西線を経て大石駅までの直通運転開始。
- 1995年（平成7年）
  - 1月17日：阪神・淡路大震災が発生し阪神本線運休。当駅も一時営業中止[2]。
  - 2月20日：当駅 - 三宮駅間運転再開により当駅も営業再開[2]。
  - 3月1日：西灘駅 - 当駅間運転再開[2]（同年6月26日に全線復旧）。
- 1998年（平成10年）
  - 2月15日：山陽電気鉄道が山陽特急の阪神電車乗り入れを三宮駅までに短縮。これにより当駅に停車する山陽の列車はS特急と普通に限定される。
  - 7月1日：朝の上りに限り急行が停車するようになる[6]。
- 1999年（平成11年）8月27日：鉄道駅総合改善事業による駅施設改良工事を開始。これにより神戸高速鉄道に駅関連施設を譲渡（詳細は同社の項目を参照）。
- 2001年（平成13年）
  - 3月10日：山陽電気鉄道がS特急と普通の阪神電車乗り入れを三宮駅まで短縮。当駅に停車する山陽の営業列車は消滅。また、この日より快速急行と急行が全列車停車するようになる。
  - 6月22日：上りホーム（梅田方面）新設により、それまでの1面2線から2面2線に改装される。従来のホームは下り専用となる。
  - 8月31日：駅舎改築・移転に伴い、駅施設改良工事が完成[7]。
- 2009年（平成21年）3月20日：快速急行の停車がなくなり（同時に急行も乗り入れ中止）、すべての優等列車が通過となる。
- 2011年（平成23年）3月15日：「兵庫県立美術館前」の副名称が与えられる。
- 2014年（平成26年）4月1日：駅番号導入[8][9]。

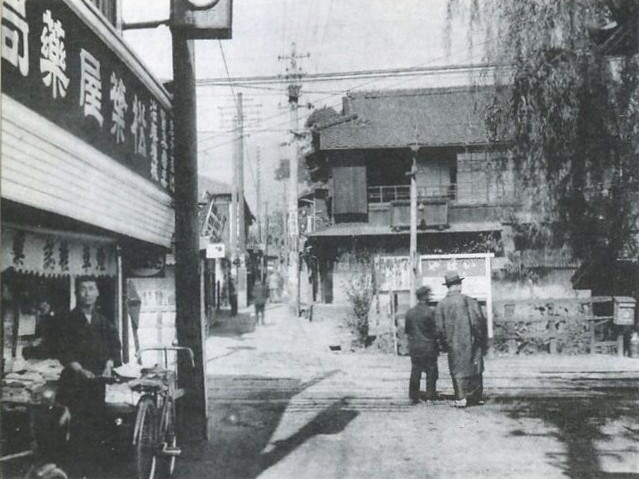
岩屋停留所。「いはや」と書かれた駅名標だけがある。（撮影年不明）
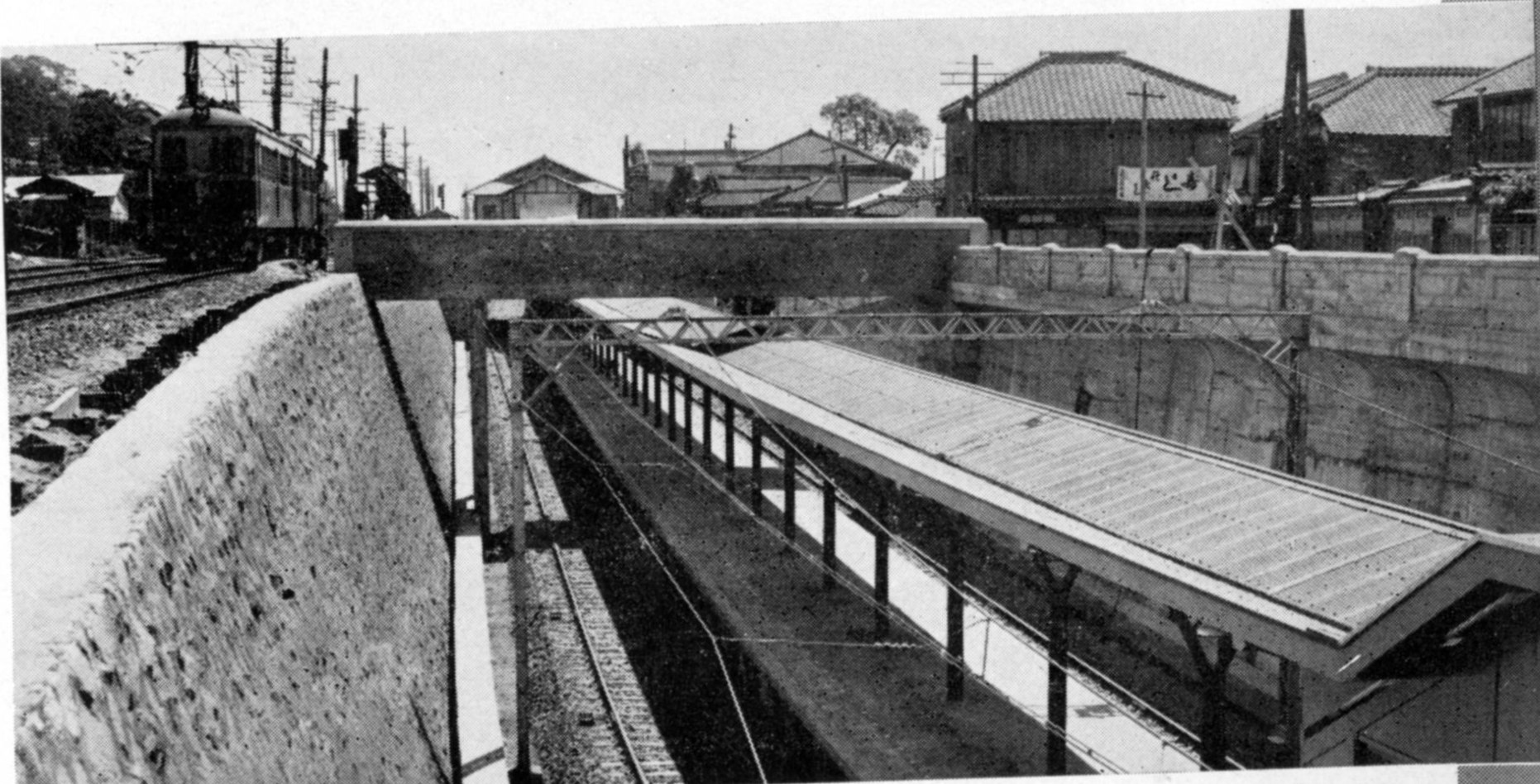
現位置に移転間近の岩屋駅。左は仮線。（1933年）
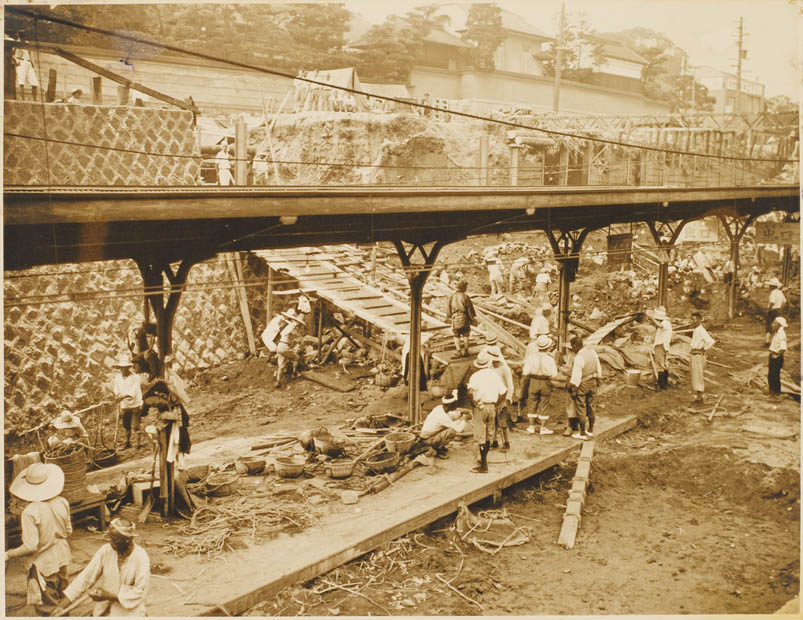
阪神大水害で被害を受けた岩屋駅(1938年)

## 駅構造

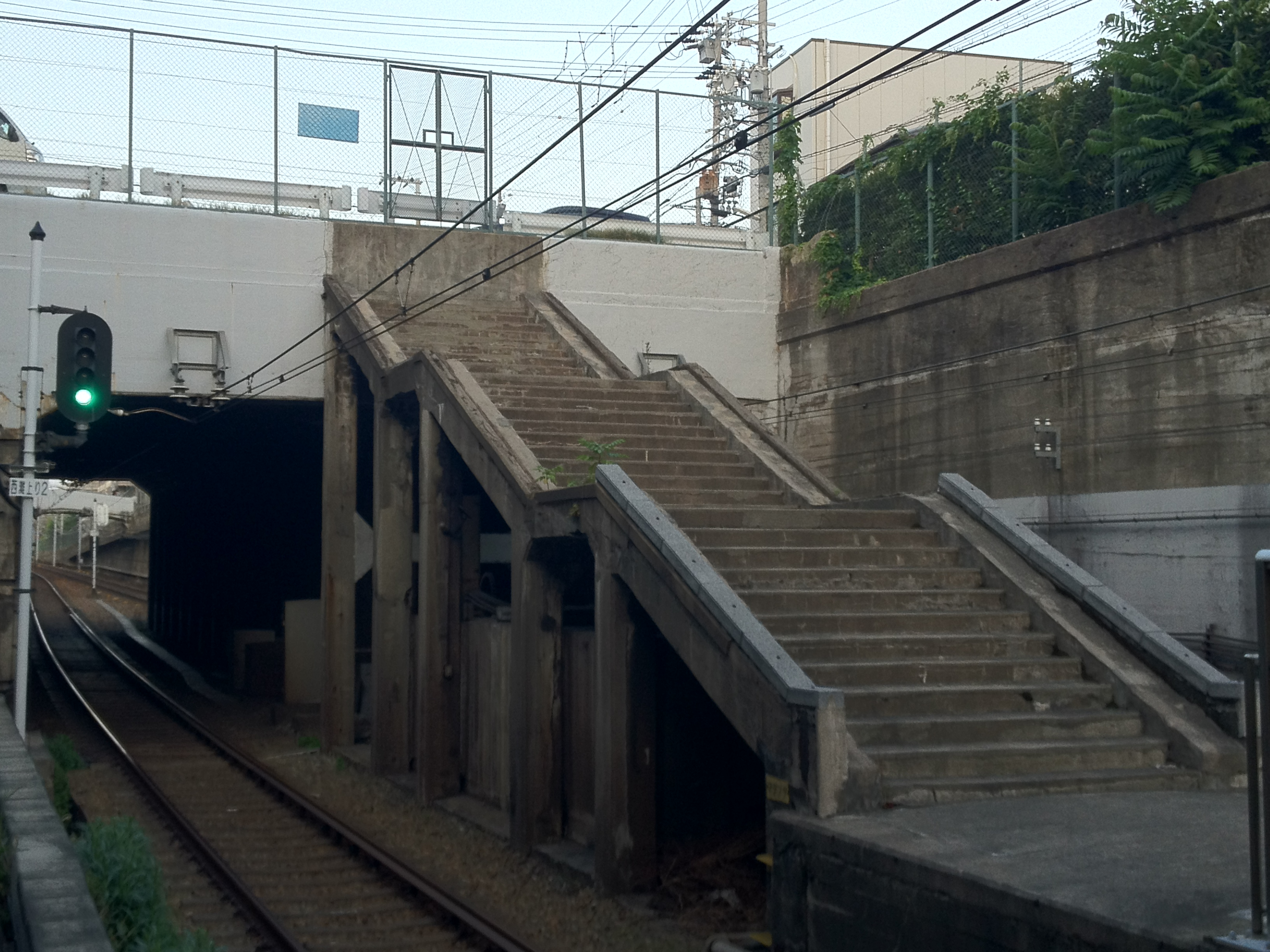
東口跡の階段（2012年6月）

かつては島式ホーム1面2線を有していたが、阪神・淡路大震災後、駅の南側に再開発地帯「HAT神戸」が整備されたため、1999年から2001年にかけて駅舎移転などの改良工事が実施された。改良後は掘割部分に方向別単式ホーム2面2線を有し、エレベーターとエスカレーターが設置されている。分岐器や絶対信号機を持たないため、停留所に分類される。ホーム有効長は19m級の阪神・山陽電気鉄道車両6両編成に対応する120mであるが、21m級の近畿日本鉄道車両6両編成には対応していない。なお、固定柵は3ドア車（阪神車、山陽車）には対応しているが、4ドア車（近鉄車）は完全にずれているため、非対応である。
ホームには、国土交通省の要請により2001年秋に固定式の「転落防止柵」が試験的に設置されたが、2011年時点では他の阪神の駅には設置されていない。但し、大阪梅田駅では改修工事後に、ホームドアを設置することが決定している。
現行の改札口は西側1か所のみにあるが、かつては東側にも存在した。現行の下り線ホーム（かつての島式ホーム）の大阪梅田寄り端部に掘割部を跨ぐ道路に繋がる古い階段が残っているのは、東口の名残である。
地上線時代の停留所が東側にあったため地下化時に改札口も東側に置かれ、そちらがメインだったが、戦時中に西口が神戸製鋼への通勤者や国鉄灘駅への連絡に便利なため利用者が東口を上回った。戦後の風水害被害で東口を廃止し、階段だけが残ったという。この階段は地上側が塞がれただけで長い間放置されていたが、阪神・淡路大震災後に代行バスが当駅発着となっていた期間には降車専用として再び使用されていた。1999年の改良工事開始以降は柵が設置され、階段に近付く事は出来なくなった。
トイレは改札内にある。
駅西側の地下トンネル出入口には右書きで「和風通」（神戸三宮方面）と「技補天」（大阪梅田・大阪難波方面）の扁額が掲げられている。

### のりば

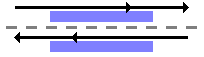
岩屋駅配線略図
←梅田方面　三宮方面→
出典

| 番線 | 路線  | 方向 | 行先                               |
| ---- | ----- | ---- | ---------------------------------- |
| 1    | ■本線 | 上り | 尼崎・大阪（梅田）・難波・奈良方面 |
| 2    | ■本線 | 下り | 神戸（三宮）・明石・姫路方面       |

- 実際には構内に上記ののりば番号表記はないが、公式サイトの構内図では上りホームが1番線、下りホームが2番線とされている。

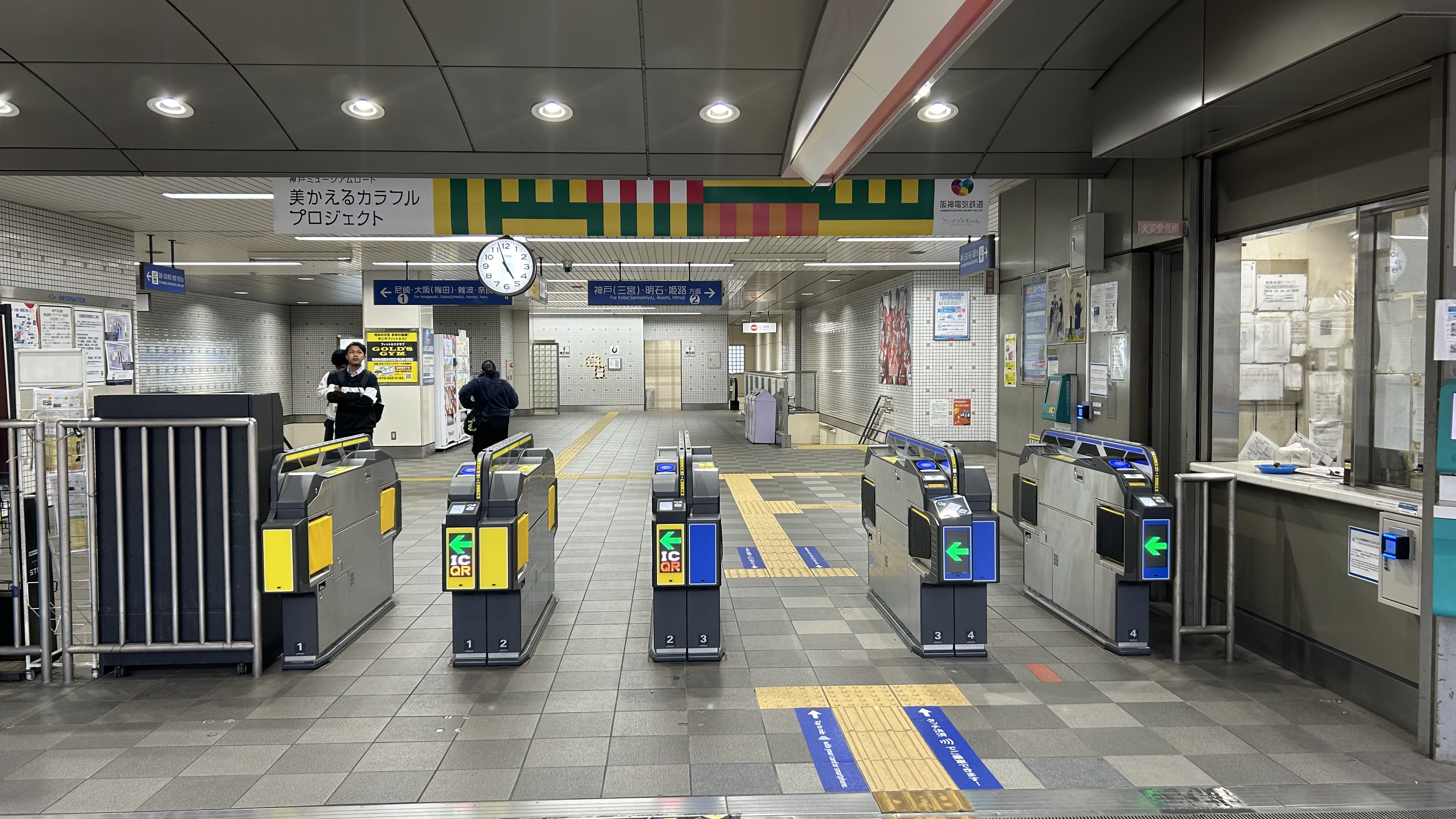
改札口
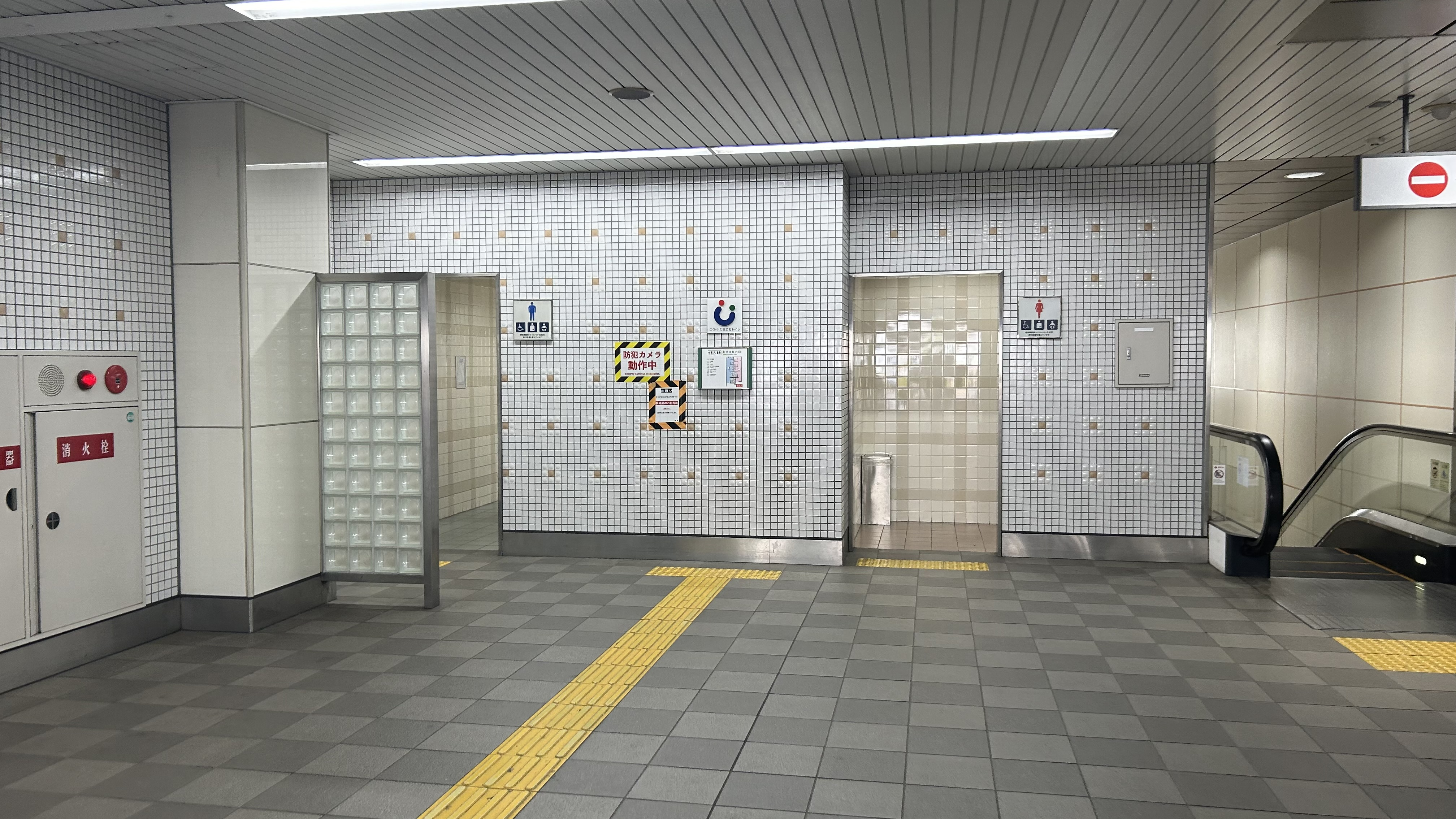
トイレ
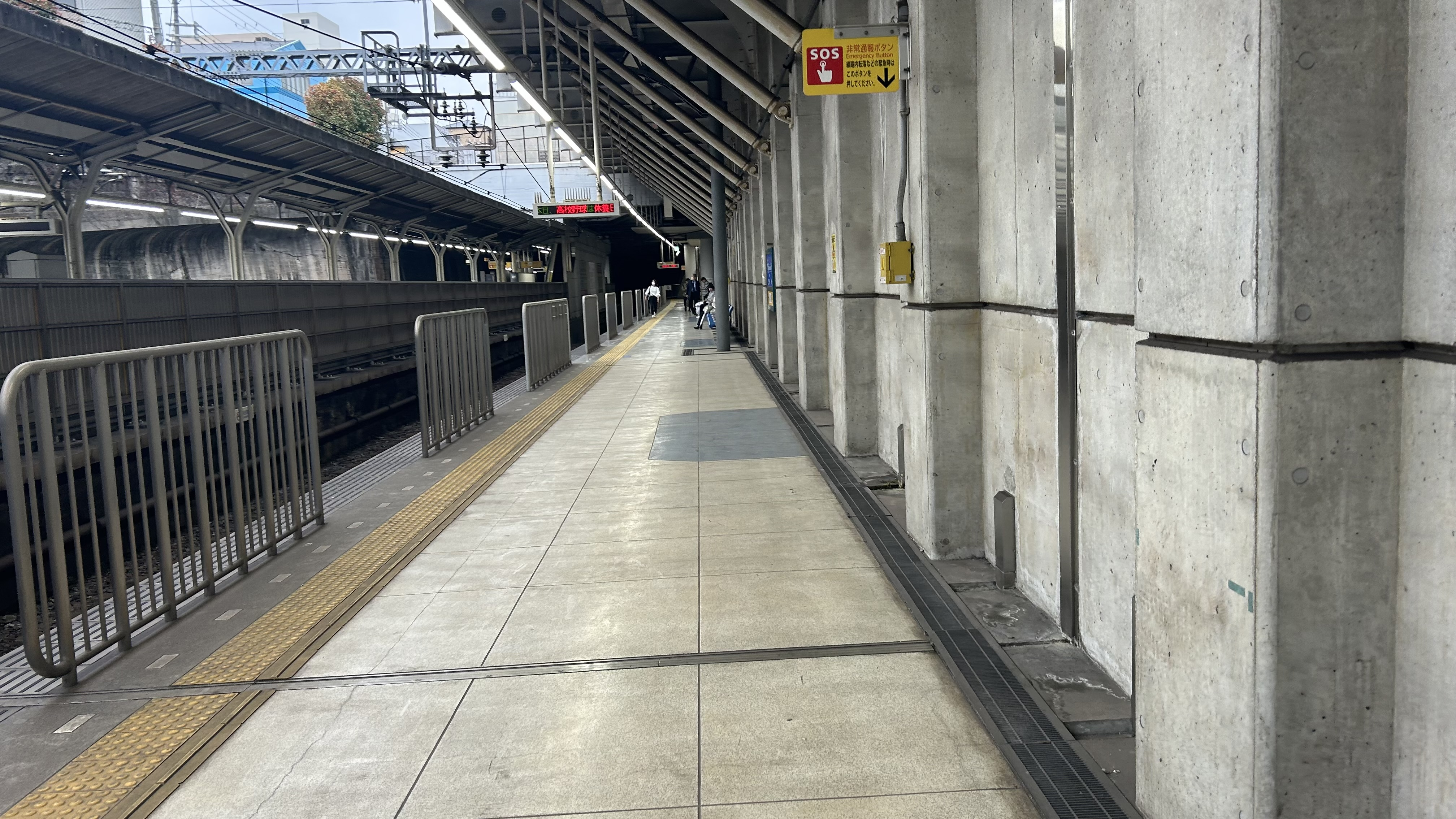
大阪方面ホーム
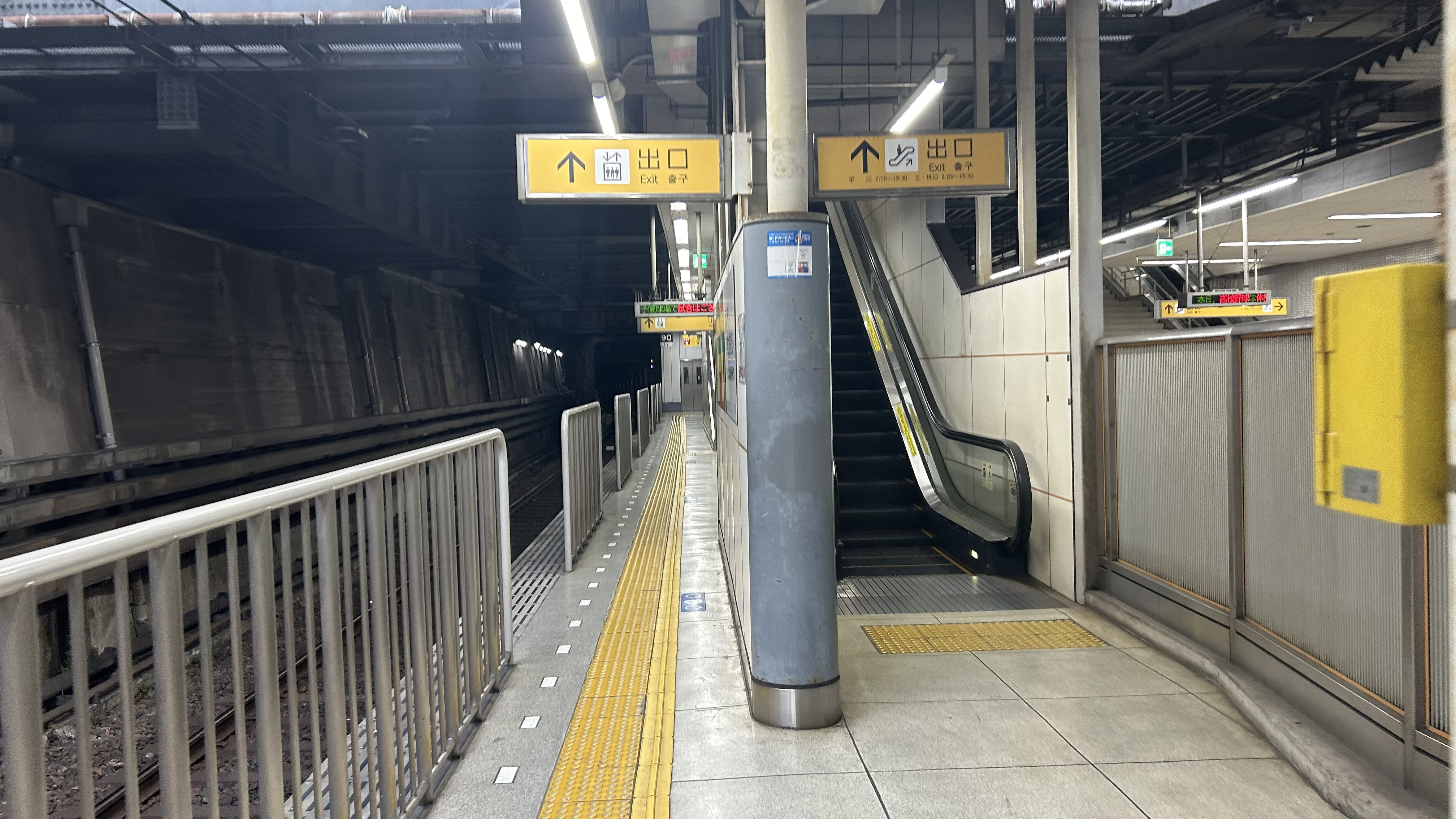
神戸方面ホーム
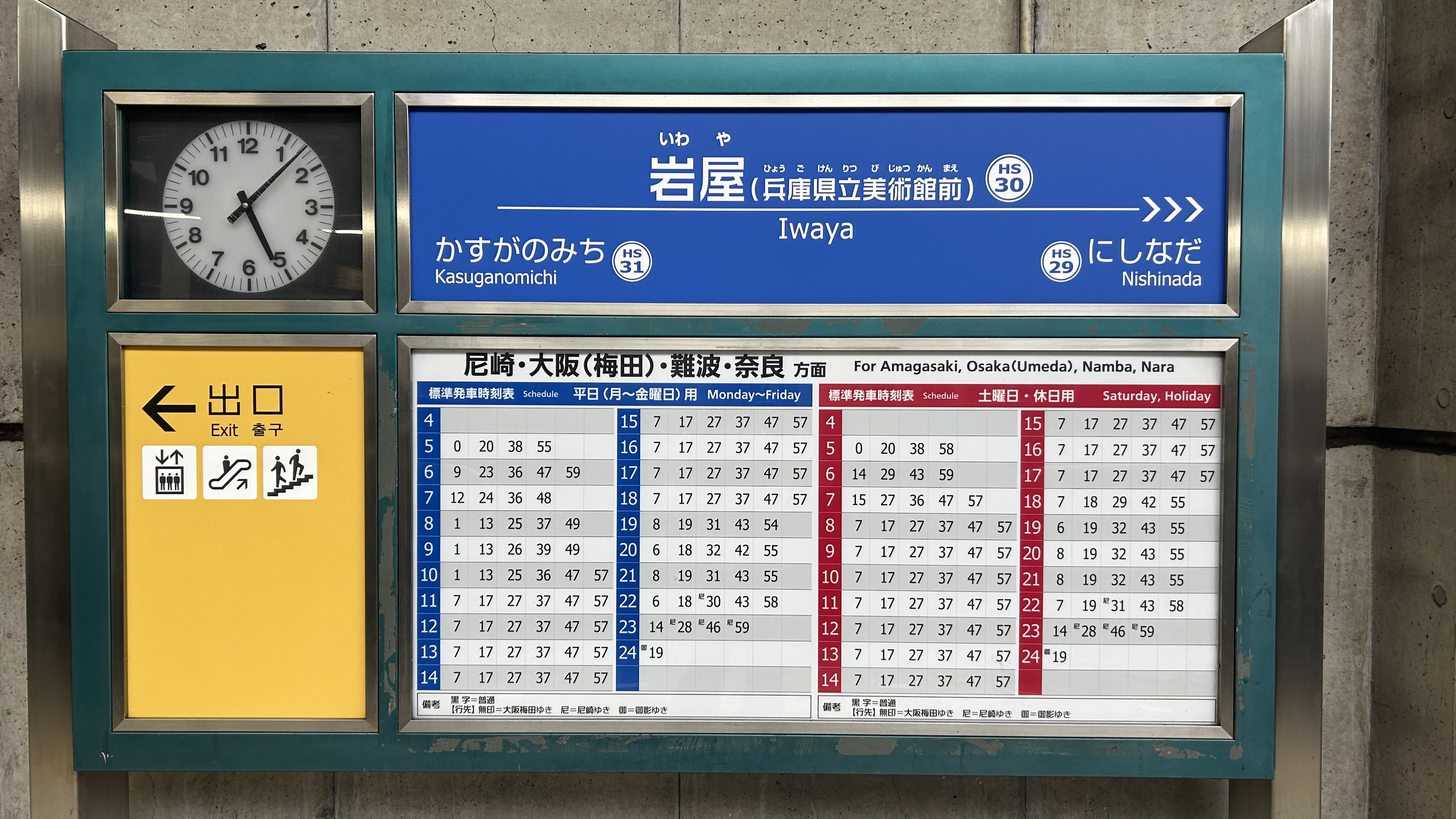
駅名標

## 利用状況
2023年11月の1日平均の乗降人員は11,212人であり、阪神電気鉄道の駅では出屋敷駅に次いで第25位。これは西隣の春日野道駅（第20位）より少ない。
また、2022年度の1日平均の乗車人員は4,921人である。

## 駅周辺
- シマブンビル
  - BBプラザ美術館
- HAT神戸[2]
  - 神戸製鋼所本社 - HAT神戸は同社神戸製鉄所の跡地である。
  - 国際協力機構兵庫国際センター（JICA兵庫）
  - WHO健康開発総合研究センター（WHO神戸センター・WKC）[2]
  - 兵庫県立美術館[2]
  - 人と防災未来センター[2]
    - ひと未来館
    - 防災未来館

  - 神戸市立灘の浜小学校
  - 神戸市立灘さくら支援学校
  - 神戸市立渚中学校
- 敏馬神社[2]
- 灘駅 - 西日本旅客鉄道（JR西日本）東海道本線（JR神戸線）（北方約200m）[2]
- 王子公園駅 - 阪急神戸本線（北東約700m）
- 神戸文学館
- 神戸脇浜郵便局
- 神戸市立科学技術高等学校
- 神戸市立神戸工科高等学校
- 神戸市立青陽灘高等支援学校
- 神戸朝鮮初中級学校
- A-プライス 脇浜店

以前は駅南すぐに阪神タクシー乗り場があったが、撤去されている。タクシーを利用する場合は駅北側のセブン-イレブンの前に止まっているのを利用するか（タクシー乗り場の看板がないため本来の乗り場ではない）、駅北側すぐの道路から（頻繁に通過している。本来はこちらの方の利用を推奨）、手を上げて利用する。

### バス路線
- 阪神バス
  - 西宮神戸線 敏馬停留所または敏馬神社前停留所（ともに国道2号上）：阪神西宮／神戸税関前 行
- 神戸市バス　
  - 100系統 阪神岩屋停留所（駅南側）：HAT神戸方面/六甲道駅行き
- みなと観光バス
  - まやビューライン坂バス 阪神岩屋駅前停留所（駅北側）：水道筋・摩耶ケーブル下方面[注 2]

## 隣の駅
阪神電気鉄道
本線
■直通特急・■特急・■快速急行
通過
■普通
西灘駅 (HS 29) - 岩屋駅 (HS 30) - 春日野道駅 (HS 31)
- 1933年（昭和8年）に当駅以西が地下化される以前は、当駅と春日野道駅の間に脇浜駅が存在していた。社史に記述は無いが、1935年（昭和10年）当時の地図では、「春日野」駅との間に岩屋東口駅、岩屋西口駅が存在した事になっている。岩屋西口駅付近が現在の岩屋駅の位置にあたる。